# خالد بن عبيد العتكي
خالد بن عبيد العتكي وكنيته أبو عصام البصري، تابعي وراوي حديث.

## روايته للحديث النبوي
- روى عن: أنس بن مالك، والحسن البصري، وعبد الله بن بريدة، وعبد الله بن عبد الرحمن بن أسيد، وعمرو بن عبيد.
- روى عنه: الحارث بْن عَمْرو بْن حماد، وعبد الله بن المبارك، والعلاء بْن عِمْران، والفضل بْن موسى السيناني، ومخلد بن الضحاك الشيباني والد أبي عاصم النبيل، وأبو تميلة يحيى بْن واضح.[1]
- الجرح والتعديل: قال أَحْمَد بْن سيار المروزي: «كان شيخًا نبيلًا أحمر الرأس واللحية، وكان العلماء فِي ذلك الزمان يعظمونه، ويكرمونه، وكان ابن المبارك ربما سوى عليه الثياب إذا ركب»، قال البخاري: «في حديثه نظر»، وقال ابن حبان: «حدث عَنْ أنس بأحاديث موضوعة.»، وقَال العقيلي: «لا يتابع عَلَى حديثه»، وقال ابن عدي: «ليس فِي أحاديثه حديث منكر جدا.»، روى له ابن ماجه حديثًا واحدًا.[2]